# Robert David Steele
Pour les articles homonymes, voir Robert Steele et Steele.
Robert David Steele, né le 16 juillet 1952 à New York et mort le 30 août 2021 en Floride, est un informaticien américain, complotiste et essayiste.

## Biographie
Avec un père cadre dans une société pétrolière, Robert David Steele passe ses vingt premières années entre l'Amérique latine et l'Asie. Steele est titulaire d'un BA en science politique, d'une maîtrise en relations internationales et d'un MPA. Il travaille à l'ambassade américaine au Salvador pendant la guerre civile sous le titre d'attaché politique, puis dirige une équipe d'application de l'informatique à la politique étrangère à Washington. Il représente les marines dans divers comités de renseignement, poursuivant même, après sa libération civile, avec des recherches en intelligence artificielle et en stratégie cognitive[source insuffisante].
Il est couramment associé au mouvement du renseignement d'origine source ouverte, et aurait inventé les termes intelligence virtuelle et maintien de la paix de l'information. Il prétend que le renseignement doit être réformé aux États-Unis et que le secteur privé peut fournir un pourcentage élevé de services d'origine source ouverte au pays et réduire ainsi les coûts. Il affirme que « l'intelligence collective », ou « la sagesse de la foule » (tel que Howard Rheingold définit « la foule intelligente (en) »), comme dans la sous-culture hacker, doit être considérée comme une ressource nationale.[réf. souhaitée]. Steele faisait également valoir que la CIA avait refusé de prendre les informations d'origine source ouverte au sérieux pendant des décennies, et ne devrait pas être chargée de développer de nouvelles capacités qui sont complètement étrangères à sa culture actuelle du secret[réf. souhaitée].
En juin 2017, Robert David Steele déclare dans une interview avec Alex Jones que la NASA possède une colonie sur Mars peuplée d'esclaves humains, kidnappés pendant leur enfance et déportés là-bas ; la NASA a démenti les allégations de Steele.
En juillet 2021, il organise une manifestation pour dénoncer une prétendue fraude électorale de Joe Biden, qualifiant la Covid-19 de canular. Il en meurt le 30 août 2021.

## Publications
- (en-US) On Intelligence: Spies and Secrecy in an Open World (AFCEA, 2000).  (ISBN 0-9715661-0-0).
- (en-US) The New Craft of Intelligence: Personal, Public, & Political (OSS, 2002).  (ISBN 0-9715661-1-9).
- (en-US) Peacekeeping Intelligence: Emerging Concepts for the Future (OSS, 2003), en collaboration avec Ben de Jong et Wies Platje.  (ISBN 0-9715661-2-7).
- (en-US) Information Operations: All Information, All Languages, All the Time (OSS, 2005).  (ISBN 0-9715661-3-5).
- (en-US) The Smart Nation Act: Public Intelligence in the Public Interest (OSS, 2006).  (ISBN 0-9715661-4-3).

## Filmographie
- Robert David Steele est un intervenant de premier plan dans le documentaire de 2007 American Drug War: The Last White Hope, de Kevin Booth.
- Il apparaît dans plusieurs documentaires : Hackers, de Russell Barnes, en 2000, pour National Geographic Channel ; CIA, Guerres secrètes, de William Karel, en 2003, pour Arte ; et Le Monde selon Bush, également de William Karel, en 2004, pour Paris Première.